# Dél-Korea oktatási rendszere
Dél-Korea oktatási rendszere az elmúlt évtizedekben jelentősen hozzájárult az ország átalakulásához és gazdasági fejlődéséhez.  Az ország rendkívül sok pénzt fordít az oktatási rendszer fejlesztésére és korszerűsítésére. 2010-ben a GDP 7,6%-át 2015-ben pedig a GDP 4,7%-át költötték oktatásfejlesztésre.
A dél-koreai családok számára az oktatás elsődleges fontosságú, ezért nagy hangsúlyt fektetnek gyermekük iskoláztatására, annak reményében, hogy a magasabb iskolai végzettség presztízst, magasabb társadalmi és gazdasági státuszt, továbbá ígéretes karrier lehetőségeket jelent majd később gyermekük számára. A tanulók által elért sikerek nem csak a család, hanem a nemzet büszkesége is, az oktatási sikerek pedig a társadalmi és gazdasági helyzet javításához is hozzá járulnak.  A dél-koreai szülők több pénzt fordítanak az oktatásra, mint bármely más nemzet. Egyes szülők jövedelmük közel 25% -át gyermekük taníttatására, magánóráira és tanszereire költik.
A koreai diákok kiemelkedő tudással és képességekkel rendelkeznek, Dél-Korea az egyik legjobban teljesítő ország az OECD-országok közül az olvasás, matematika és a természettudományok terén. A Gazdasági Együttműködési és Fejlesztési Szervezet (OECD) 2014-es országos rangsorában a diákok pontszámai szerint Dél-Korea a második helyen állt világszerte, Szingapúr után.
Az országban 2011-ben a 25-34 évesek 64% -a rendelkezett egyetemi végzettséggel, amely jóval meghaladta az OECD-államok átlagát, amely 39% volt.

## Kialakulása

### Modern kor előtti időszak
A Koreai-félszigeten az oktatás valamilyen formában mindig is jelen volt, bár a történelem előtti időkben a szokások, hagyományok átadása volt a célja, nem az elme művelése. A mindennapi élethez szükséges tudnivalók, mint pl. vadászat, halászat stb., különféle harcolási módok, és, a korszak erős spirituális jellege miatt, a szertartási szokások továbbadása volt előtérben.
A három királyság (i.e. 57-i.sz. 668) idejére igyekeztek elhagyni az eddigi rendezetlen és kusza oktatási rendszert és egy olyan intézményt kezdtek el megalkotni, melynek alapját a mind buddhizmus és konfucianizmus adta. Bár ekkor a buddhizmus volt az államvallás, az állami struktúra, illetve oktatási rendszer kialakításához emellett főleg a konfuciánus mintákat is használták, melyek Kína révén jutottak be az országba. Így az első hivatalosan feljegyzett intézmények is erre az időszakra datálhatók vissza. Az oktatásban csak magasabb osztályú fiatal férfiak vehettek részt, így ez tovább erősítette társadalmi szerepüket, hiszen csak ők foglalhattak el hivatali pozíciókat. A vidéki iskolákban bár alacsonyabb származással is lehetett tanulni, ezeket az intézményeket megkülönböztették a fővárosban lévőktől, így egy erősen centralizált bürokrata rendszer jött létre, mely elsősorban a királyi- és arisztokrata hatalmat erősítette.
A legrégebben alapított intézmény a Tehak (태학, 太學), melyet 372-ben hoztak létre a Kogurjo királyságban (i.e 37-i.sz. 668) konfuciánus mintára. Az oktatás célja immár a kormány hivatalnokok képzése és az őket foglalkoztató rendszer kialakítása volt. A tanulók arisztokrata családokból kerültek ki, akikből magasrangú hivatalnokokat képeztek. A tanulmányaik során a diákok elsajátították a kínai karaktereket, -történelmet, illetve harcművészeti jártasságra is szert tettek. Egy másik intézmény is létrejött a Kjongdang (경당, 扃堂), mely egy privát falusi iskola volt. Itt a még meg nem nősült közember fiatal férfiak tanulhattak olvasni és írni, a harcművészettel együtt. Ezeknek az intézményeknek nincs meg a pontos alapítási ideje, de a kiskorúak csoportos tanításának első sikeres próbálkozását is ehhez lehet kötni.
A Pekcse királyságból (i. e. 18 – i. sz. 660) nincs feljegyzés arról, hogy oktatási intézményt alapítottak volna, azonban japánokkal való kulturális kölcsönhatásokból lehet következtetni ilyen létesítményék létezésére. A Silla királyság (i.e. 57-i.sz. 935) alatt létrejött oktató jellegű rendszer a hvarang, mely fiatal nemes férfiakat tanított műveltségre, erkölcsös életre a harcművészet mellett, így egy elit alakulatot alkotva.
Az oktatási rendszerben Koreában nagy szerepe volt a konfucianizmusnak, a struktúráját és tanításokat is erre alapozták. A Csoszon dinasztia (1392-1897) idején szerepe egyre erősödött, így egy ún. konfuciánus-központú tanítási terv alakult ki. Azonban ez elősegítette az osztályok közötti különbségek növekedését is.

### Átmeneti időszak Csoszon dinasztia végétől a japán gyarmati uralom végéig (1876-1945)
A Csoszon dinasztia (1392-1897) végétől a japán gyarmati uralom (1910-1945) végéig egy átmeneti időszak állt be, ahol a hagyományos konfuciánus oktatási rendszer helyét kezdte átvenni a modern oktatás, melynek feladata egy modern állam embereinek kiművelése, miközben elhagyja a régi feudális rendszert. A felvilágosodással megnőtt az érdeklődés a nyugati technológia és tudományos ismeretek iránt, amit az oktatásba is igyekeztek integrálni. A képzés célja már nem csak hivatali pozíciók, hanem praktikai tudás és technológia megszerzése volt. Ezzel együtt megnyílt a lehetőség minden osztály számára, hogy oktatásban részesülhessen, kivéve a nőket.
A misszionáriusoknak nagy szerepe volt a modern oktatás kialakításában, hiszen a 19. század során számos iskolát alapítottak, ahol nyugati mintájú tanítást követték. Köztük megalapították az első női felsőoktatási intézményt az Ihva Egyetemet, melyet számos női iskola követett. A nemzet gazdagítása, civilizálása érdekében a missziós privát intézmények mellett sorra jöttek létre az állami közoktatási intézetek is.
A japán gyarmati uralom alatt (1910-1945) változásokon ment át az oktatási rendszer, a koreai nyelv, -történelem és -földrajz tanulása háttérbe szorult, japán nemzetiségű tanárokat hívtak be a félszigetre, illetve erősen cenzúrázták a tankönyveket is, így teljesen felügyelni tudta a japán kormány a tananyagot. Számos intézkedés következtében az iskolában eltöltött kötelező évek száma csökkent (pl. általános iskola 6 év helyett 4 éves lett), egy koreainak az egyetemen tanulás problémákba ütközhetett, ezért a középiskola elvégzése vált az általános legmagasabb szintté. A szakképzések is nagymértékű támogatást élveztek, így egyre növelve az alacsony szintű munkások számát. A gyarmati uralom alatt indult egy mozgalom a nemzet megmentésért, mely a gyarmati szerepből való kijutást az oktatáson keresztül látta, így létrehozva számos privát iskolát, ahol a tanítás nacionalista elvek szerint folyt. Később azonban visszaállították az iskolában eltöltött évek számát, visszavezették a koreai nyelv tanulását a tantervbe, és megengedték, hogy koreaiak is mehessenek egyetemre. Azonban újabb intézkedések folytán ismét hátrányossá vált a koreaiak oktatása, bár elméletben ezek segítettek volna minden réteg számára elérhetővé tenni az oktatást, az iskolai létesítmények kontrollálásával korlátozta a felső oktatási lehetőségeket.

### Demokratikus Oktatás terjeszkedése (1945-1950-es évek)
Az oktatás színvonalának visszaállítása érdekében Oktatási Törvényt adtak ki 1949-ben, mely a következőket tartalmazta: általános iskolai tankönyvek összeállítása és szétosztása; az iskolai létra reformálása egy lépcsősen, 6-3-3-4 mintára; felnőtt írás-olvasás és pót szolgálat alatti képzés tanároknak; tanulási lehetőségek bővülése közoktatásban és felsőoktatásban, illetve tanári egyetemek létrehozása. Ez alapján az oktatást egy központosított oktatási adminisztráció hajt végre, mely hangsúlyt helyez a nacionalista hangulat építésére és "a nemzet az első" ideológiára. A koreai háború (1950-1953) miatt a beiktatására csak 1952-től került sor.

### Mennyiségi növekedés (1960-1970-es évek)
A gazdaság gyors növekedésével és jelentős változások bekövetkeztében az 1960-as évekre az oktatás is nagy fejlődésnek indult. Hirtelen növekedésnek indult a diákok-, tanárok-, és iskolák száma. Ennek eredményeképp túlzsúfolt termek, iskolák lettek, de kevés volt a megfelelő képzettséggel rendelkező tanár és befogadó oktatói intézmények is. A megnövekedett diák létszám miatt az egyetemi bejutásért írt felvételi vizsgát nagy versengés övezte.
A gyarmati uralom végét követően tanárhiány lépett fel. Az eddig a félszigeten tanító japán nemzetiségű tanárokat visszarendelték, nem volt elég ember, aki a helyükre léphetett volna. Ezért általános iskolai tanárok gyors képzésébe kezdett a kormány, a szokásos 3 éves kurzus helyett egy 1 év után is meg lehetett szerezni a megfelelő képzettséget. Ennek következtében az 1970-es évekre túl sok tanár lett, így az ideiglenes tanárképző intézményeket megszüntették.
Ezek hatására megreformálták a tanári és oktatási rendszert. Létrehoztak egy egyetemi továbbképzői iskolát, mellyel a tanárok szolgálati továbbképzését biztosították. Eltörölték az alsó középiskolai felvételi vizsgát. Fejlesztettek a helyi egyetemi rendszeren és főiskolákat hoztak létre. Hogy normalizálják az egyetemi felvételi vizsgát egy általánosított vizsgarendszert hoztak létre.

### Minőségi fejlődés az 1980-as évektől
Az oktatási rendszer modernizálása kitolódott az 1980-as évekre is, annak érdekében, hogy az oktatás normalizálódjon és minőségivé váljon további lépéseket kellett tenni. Számos intézkedést hoztak, melyek az oktatás sikerét hangsúlyozták.
Ez az időszak a minőségi fejlődésről és az oktatási rendszer normalizálásról szólt. Az élethosszig tartó tanításért oktatói csatornát hoztak létre; bevezettek egy egyetemi ballagási kvótát; egy az oktatási reformokat támogató adórendszert alakítottak ki; az egyetemi felvételi vizsgát eltörölték, nagyobb hangsúlyt helyezve az iskolai érdemjegyekre.
1985 márciusában beiktatták az Oktatási Reformért Felelős Bizottságot, mely 10 pontos oktatási innovációs tervet nyújtott be, amit 1985 decemberig kívántak megvalósítani, egy "a koreai emberek kiművelése, hogy vezethessék a 21. századot". Ezek a reformok voltak többek között: oktatási rendszer reformja; egyetemi felvételi vizsga javítása; iskolai létesítmények feljavítása; biztosítani a jólképzett tanárokat; természettudományi képzés népszerűsítése; tanegység és tanulási módszertan fejlesztése; önállóság népszerűsítése az oktatási adminisztrációban; létrehozni egy élethosszig tartó oktatási rendszert; növelni az oktatásba való befektetéseket.

## Óvoda[7]

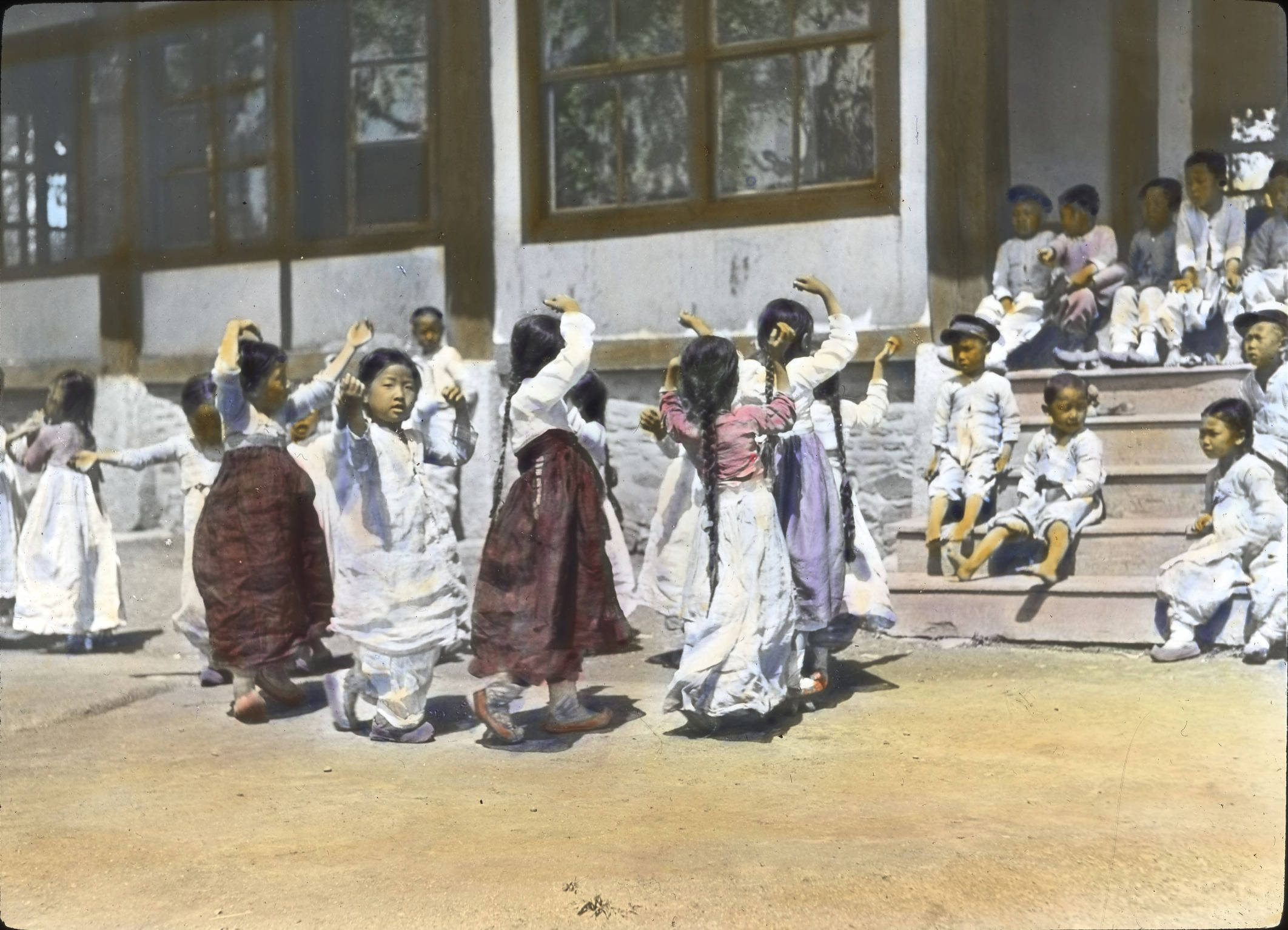
Óvodai foglalkozás az 1900-as évek elején

Dél-Koreában a szülőknek lehetősége van gyermeküket 3 éves kortól óvodába íratni, ahol a gyerekek 3-4 évet tölthetnek el. Ezzel a lehetőséggel sokan élni is szoktak, mivel így könnyebb a szülők számára visszaállni munkába, azonban mint hazánkban is, sok szülő igyekszik a gyermekét minél tovább otthon tartani ugyanis a koreai családoknak nagyon fontos az otthoni nevelés, a hagyományok és szokások elsajátítása.
Az óvodákban a gyerekek intézményes és közösségi nevelésére teszik a hangsúlyt. A szabályokhoz és az egymáshoz való alkalmazkodást és együttműködést tanulnak napirendi keretek között, továbbá felkészítik őket az iskolában váró kihívásokra, nehézségekre és a verseny helyzetre, amivel később meg kell küzdeniük. 2009 óta a koreai óvodákban fontos célnak tűzték ki a gyerekek teljes személyiségének fejlődését, továbbá a kisgyermekek önállóságának és kreativitásának fejlesztését. Sok koreai óvodában az óvodai program részét képezi a vízfestés, mondókák és dalocskák tanulása, a levélgyűjtés, a növénytermesztés és a helyi szupermarketbe is ellátogathatnak a gyerekek és a táplálkozásról és az emberi testről is tanulhatnak.
Az óvodák arra is törekszenek, hogy a gyerekek a világot jobban megismerjék,  gyakori programok közé tartoznak az akvárium látogatások, színházi előadások, és a túrázás a természetben.
Mielőtt a gyerekek elkezdenék az iskolát a legtöbb óvodában megtanítják őket számolni, továbbá az olvasás és az írás alapjait is elsajátíthatják, sok magán óvodában pedig lehetőségük van idegen nyelveket például angolt és kínait tanulni.
A szülőkkel való kapcsolattartása is fontos része az óvoda feladatainak, a szülők folyamatos visszajelzést kapnak gyermekükről, az óvodák továbbá pedig saját honlapokat üzemeltetnek, ahol a szülők és az óvodapedagógusok nyílt fórumokon kommunikálhatnak.

## Iskolarendszer
2004 óta az oktatási rendszer alap szintjének teljesítése (általános iskolától a felső középiskoláig) kötelező és ingyenes. A lakhelyhez legközelebb eső oktatási intézménynek kell a tanulónak biztosítani az alapszint elvégzését.
2008-ban a Koreai Oktatási Minisztérium annak érdekében, hogy csökkentsék a szakadékot a városi és a szegényebb vidéki iskolák között pénzügyi támogatást nyújtottak középiskolás diákoknak és több új iskolát nyitottak a vidéki területeken.
Jelenleg minden dél-koreai iskolában van internet hozzáférés. A digitális tankönyvekkel pedig a tanuláshoz szükséges anyagok elektronikus úton is elérhetővé váltak a tanulók számára. Sok osztályterembe vannak intelligens táblák, számítógépek, amelyek lehetővé teszik a differenciált tanulást és segítik a tanárokat abba, hogy a hatékonyabban tanítsák a diákokat különböző tanulási módszerekkel, interaktívan.
A koreai diákok sikeréhez nagyban hozzájárulnak tanáraik is, akik elkötelezettek és igyekszenek a régi tanítási módszerek mellett újakat is elsajátítani és rendszeresen vesznek részt oktatóprogramokon.
A dél-koreai tanárok társadalmi státusza magas, a tanári karrier jó fizetéssel párosul így sok diák törekszik arra, hogy tanár lehessen, azonban körülbelül 5% kerül be a jelentkezők közöl például az általános iskolai tanári programokban és mivel nagyon megbecsült állásnak számít a tanítás Dél-Koreában ezért a pályát elhagyók évente kevesebb mint a tanárok 1%-át teszik ki.
Dél-Koreában a tanév az általános és a középszintű oktatásban két félévből áll. Az első félév márciustól július közepéig, a második félév augusztus végétől decemberig tart. 2 hosszabb szünet van az évben: a nyári szünet július közepétől augusztus közepéig tart, a téli szünet pedig december végétől február elejéig.  
A koreai iskolarendszer 6-3-3 felosztás alapján működik.

### Általános iskola(chodeung hakgyo)

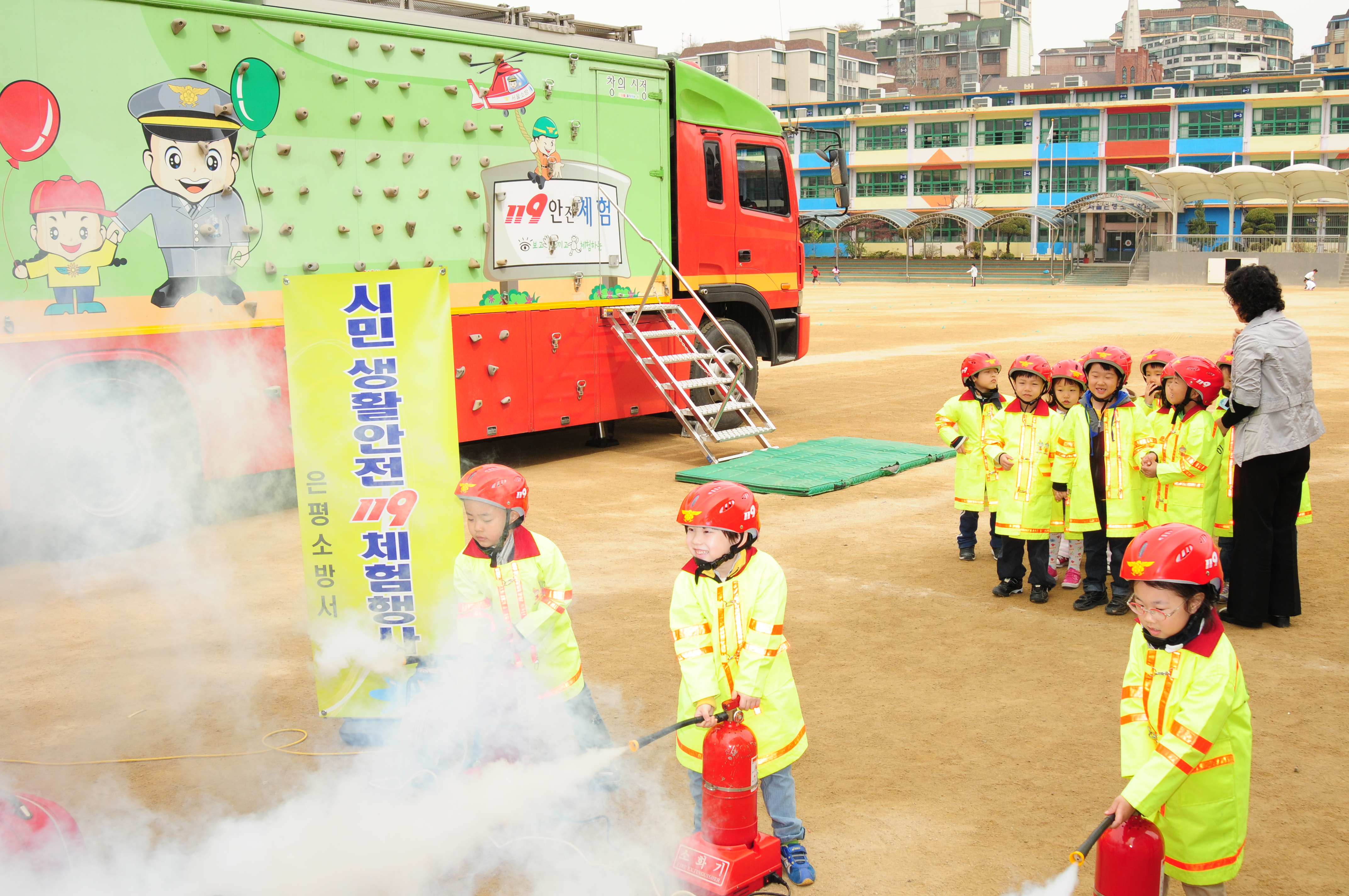
Tűzvédelmi oktatás egy szöuli általános iskolában

Az általános iskola 6 éves kortól 12 éves korig tart a koreai diákok számára. Általában az általános iskolákban a legtöbb tantárgyat egy tanár,  az osztályfőnök tanítja, akitől a koreai írást, olvasást, algebrát, geometriát, társadalomismeretet, tudományokat, koreai történelmet, képzőművészetet, angolt, etikát és a zene művészetét sajátíthatják el a diákok.  Azonban bizonyos tantárgyakat, például a testnevelést és az angolt más szakemberek oktatják. 

### Középiskola
Az alsó középiskola és felső középiskola három-három évig tart. 

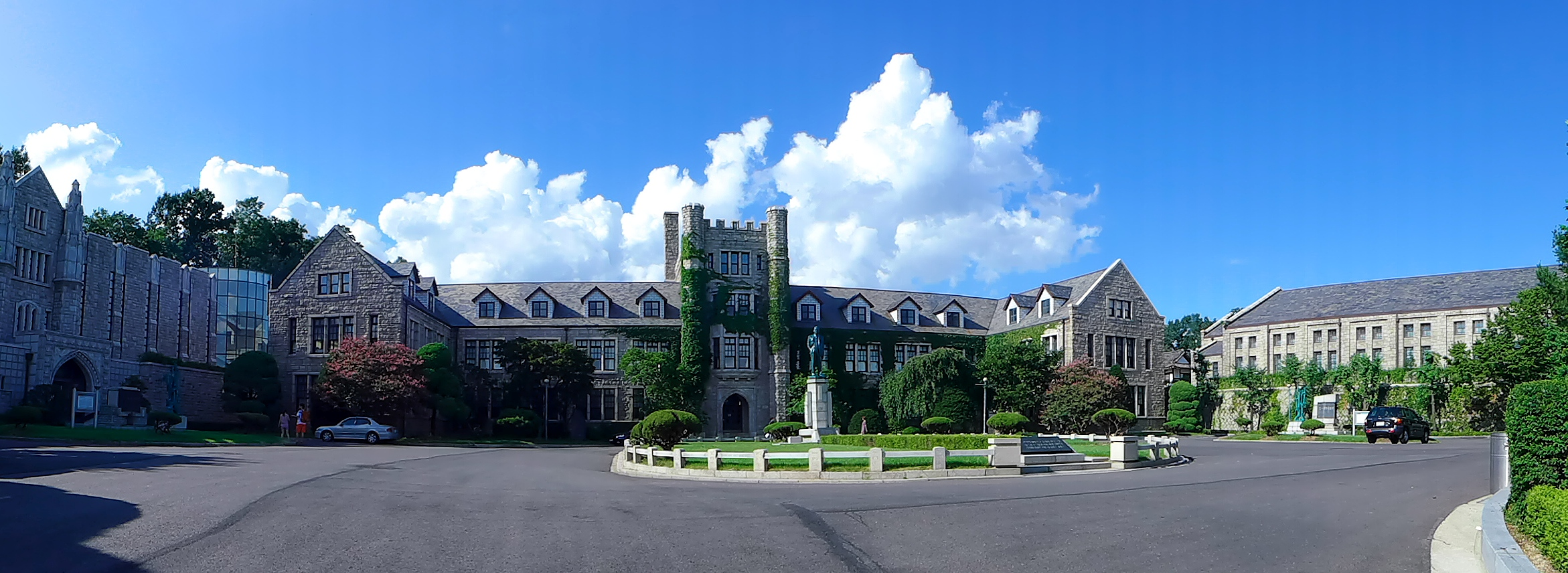
A Csungang Alsó és Felső Középiskola főépülete Szöulban

#### Alsó középiskola(jung hakgyo)
Az alsó középiskola egy 3 éves átvezető időszak. A diákok 13-15 éves korukba végzik el. Az alsó középiskola nagyon különbözik az általános iskolától. Szigorúbb a fegyelmezés az iskolákban, a tanulmányokat ebben a 3 évbe sokkal komolyabban veszik, az egyenruha kötelező a középiskolákban és szigorú szabályok vonatkoznak a hajviseletre is.  A gyerekeket pontosságra tanítják.
A diákoknak általában 7 órájuk van, ezek az órák 45 percesek. A tanítás hétfőtől péntekig tart hivatalosan, mivel 2012-ben a szombati tanítást eltörölték, azonban vannak iskolák ahol szombatonként is tartanak órákat és különböző foglalkozásokat.
Az alsó középiskolába már nem egy tanár oktatja a különböző tantárgyakat, hanem minden tantárgyat az adott tantárgyra szakosodott tanár tanítja, akik az osztályok között mozognak. A tanulok egész nap egy teremben tartózkodnak.
Az alapvető tantárgyak közé tartozik az angol, a koreai, a matematikai és a társadalomtudomány. Választható tantárgy a művészet, az etika, a történelem, a háztartástan, a zene, a testnevelés, a harcművészet tanulása. Továbbá a tanulók majdnem 95% vesz részt az iskolai órák után magánórákon.

#### Felső középiskola (godeung hakgyo)
A középiskola utolsó három évében a diákok felső középiskolába járnak és rendkívül nagy versenynek vannak kitéve. Minden diák azért küzd, hogy neves felsőoktatási intézményekben tanulhassanak tovább, sokan nem is pihennek ez alatt az időszak alatt és kimaradnak minden iskola utáni programból, hogy tanulhassanak.
A felső középiskola nem kötelező, mégis a diákok 97% folytatja tanulmányait középiskolákban.  Az intézmények két csoportra különíthetők el, az általános tantervű középiskolákra és a szakközépiskolákra.
A középiskolák közül sok iskola valamelyik területre specializálódik a diákok érdeklődési köre alapján. Egyes iskolák a természettudományokra mások az idegen nyelvekre, művészetekre. Vannak továbbá magán iskolák és olyan iskolák, amelyeket a különleges képességű tanulók részére működtetnek. Azok a tanulók, akik ilyen iskolákba járnak természetesen magasabb tandíjat fizetnek, mint a normál középiskolák tanulói.
Sok középiskolás 5 órakor kel fel, az iskola után tanul, majd még magán órákon vesznek részt ezért nem ritka, hogy éjfélkor vagy akár éjjel kettőkor érnek haza. Emellett gyakran hétvégén is tanulnak a diákok.
A felvételi során a diákok az év közben szerzett jegyeikből továbbá Suneung teszten elért eredményeik alapján kerülnek be a felsőoktatásba.

### Suneung
A Suneung vizsgát a végzős diákok a középiskola utolsó évében november második hetén, csütörtökön írják meg. Ez a vizsga 8 órán keresztül tart, amelynek eredménye nem csak azt befolyásolja,  hogy a tanulók felvételt nyernek e az általuk kiválasztott egyetemre, hanem a későbbi munkakörülményeiket, jövedelmüket, életkörülményüket és kapcsolatrendszerüket is jelentősen meghatározza, így a vizsgát sok diák úgy fogja fel mintha ez egy kapu lenne a jövő felé és rendkívül nagy jelentőséget tulajdonítanak neki.
A teszt koreai nyelvből, matematikából és angolból kötelező, ezeken felül pedig kettő további tárgyat kell még választaniuk, ez lehet természettudomány, társadalomismeret, második idegen nyelv vagy szakmai tantárgyak.
A vizsga 8:40-kor kezdődik és 18:05-ig tart.
Ebben az időszakban az egész országban tekintettel vannak a tanulókra. A halott szövegértés teszt alatt a repülök nem közlekednek, az építési munkálatok szünetelnek,  a boltok, a bankok és a tőzsdék  reggel később nyitnak, hogy kisebb legyen a forgalom az utcákon, ezzel is segítve a diákok pontos érkezését a vizsgára.  Néhány esetbe a csöndet a vizsga előtt szirénák törik meg, ugyanis a vizsgáról késésben lévő diákoknak rendőrök is segítenek, hogy a vizsga kezdetére a tanulók pontosan megérkezzenek és ne késsenek.
A vizsga után egy hónappal a diákok által elért eredményeket egy nemzeti honlapon teszik közzé.

## Hátrányos helyzetű diákok oktatása[9]
A  dél-koreai kormány támogatja a hátrányos helyzetű vagy speciális nevelés igényű (SNI) gyerekek oktatását. Ezek a gyerekek legtöbbször szegregált intézményekben tanulhatnak. 2011-ben hoztak azonban egy törvényt Dél-Koreában, amely lehetővé teszi ezeknek a gyerekeknek az integrációját és kimondja, hogy a tanulási nehézségek és a speciális nevelési igény miatt nem utasíthatják el ezeknek a tanulóknak a felvételét a középiskolákban.
Az SNI-s és hátrányos helyzetű gyermekek számára 754 speciális intézmény működik az országba, ezekből 29  Szöulban található. A törvények alapján minden tartományba legalább egy iskolának kell biztosítania oktatást SNI-s és hátrányos helyzetű tanulók számára.
Azoknak a gyerekeknek, akik komoly egészségügyi problémával küzdenek és sok időt töltenek kórházban ezért nem tudnak részt venni a rendes iskolai oktatásban online oktatást biztosítanak. 

## Felsőfokú oktatás
A felsőfokú oktatás a képzéstől függően változik, általában 4-6 évig tart.
Korea három leghíresebb egyeteme a Jonsze Egyetem, a Korea Egyetem és a Szöuli Nemzetközi Egyetem. A legtöbb diák ezekre az egyetemekre szeretne bekerülni.

## Takarítás az iskolákban
Az iskola és az iskolához tartozó területek takarítását sok általános- és középiskolában a diákok végzik. A koreai iskolákban továbbá szokás, hogy a diákok és a tanárok, amikor megérkeznek az iskolába utcai cipőjüket váltócipőre cserélik. 

## Bántalmazás és öngyilkosságok[10]
2013 az első számú halálozási ok a tinédzserek körében Dél-Koreában az öngyilkosság volt.
Mivel az oktatás rendszer Dél-Koreában nagyon kemény és a gyerekek folyamatosan egymással versenyeznek a jobb eredményekért, hogy előrébb jussanak gyakori az iskolákban, hogy a diákok azért, hogy gyengítsék más tanulók teljesítményét és saját esélyeiket növeljék, elkezdik zaklatni társaikat, ez az egyik oka annak, hogy a fiatalok körében magas az öngyilkosságok száma.
Azonban a legfőbb ok a társadalmi nyomás, a szülők magas elvárásai és az iskolai elvárások. A tanulók már nagyon fiatalon elkezdik érezni az iskolai nyomást és nem tudják megosztani ezt szüleikkel mivel a legtöbb gyerek olyan családban él, ahol mindkét szülő keményen dolgozik, így kevesebb idejük jut gyermekükre.
2011-ben 37 tanuló kísérelt meg öngyilkosságot és ez a szám 2015-ben drasztikusan megnőtt 258-ra, 2017-ben pedig rekordmagasságot ért el, 451 diák próbált meg öngyilkos lenni.
Az öngyilkossági kísérletet elkövető tanulók növekvő számával párhuzamosan az utóbbi években a 2015-ben 93-ról 2016-ra 108-ra, a 2017-ben pedig 114-re emelkedett az öngyilkos tanulók száma.
2017-ben a 451 diák közül, akik öngyilkosságot próbáltak elkövetni 47 százalék, vagyis 213 diák középiskolás volt.
2011-ben nem volt öngyilkossági kísérlet az általános iskolai tanulók körében. 2015-ben azonban 19, míg 2017-ben 36 általános iskolás diák próbált meg öngyilkosságot elkövetni, közülük pedig 4 tanuló az általános iskola első három osztályába járt. 2017-ben az öngyilkosságot elkövető 114 diák közül 5 tanuló általános iskolás diák volt.
A 2017-ben öngyilkossági kísérletet elkövető diákok közül 277 azt mondta, hogy a depresszió és a szorongás miatt próbált meg véget vetni az életének, 125 tanulót pedig a harag vezérelt.